# Maurice Louvrier

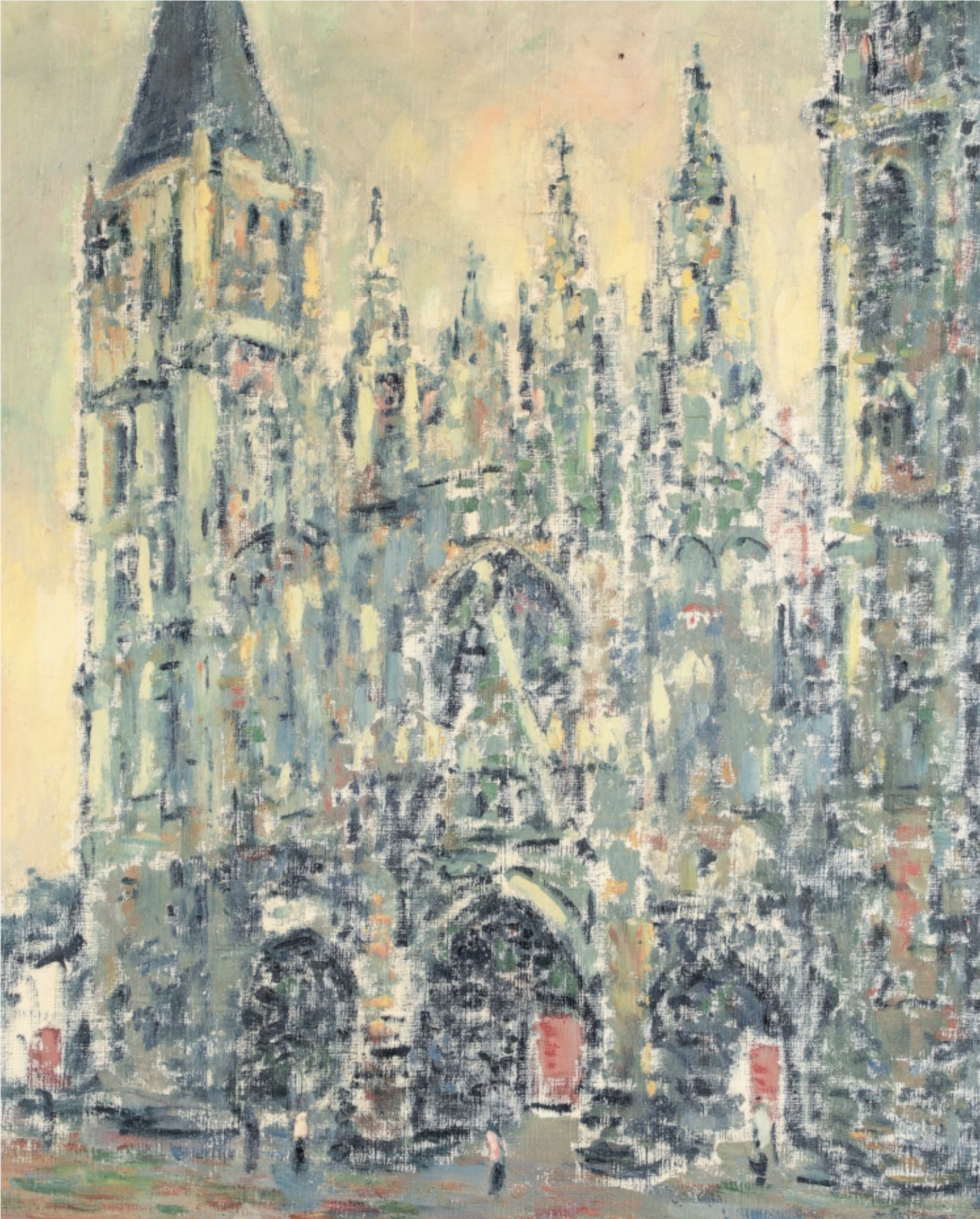
Die Kathedrale von Rouen

Maurice Louvrier (* 11. Oktober 1878 in Rouen; † 5. März 1954 ebenda) war ein französischer Maler der École de Rouen, Schriftsteller und Schauspieler. Sein Werk, das ursprünglich vom Impressionismus und von Künstlern wie Joseph Delattre beeinflusst war, entwickelte sich zu seinem eigenständigen Stil.

## Leben

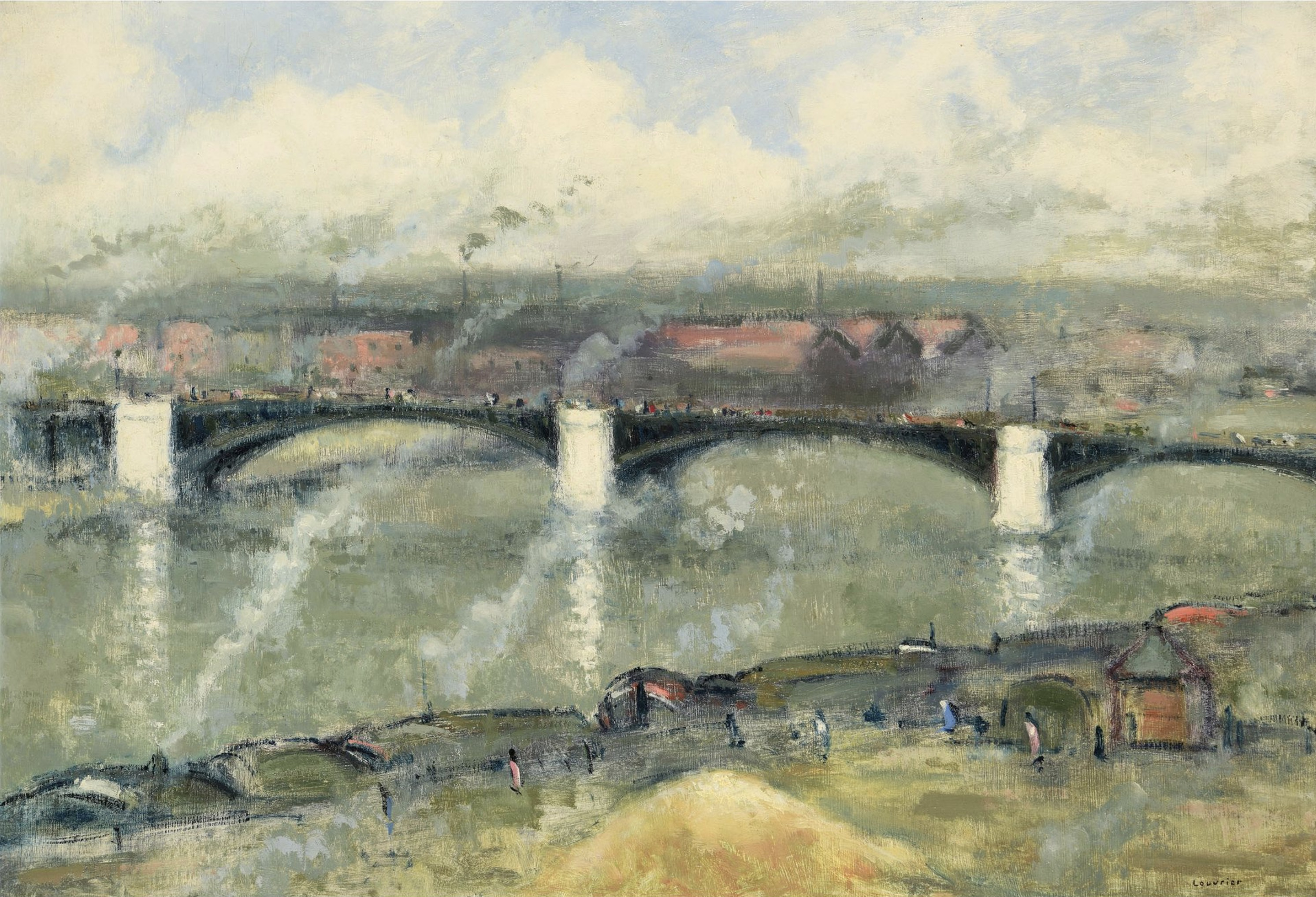
Die Boieldieu-Brücke in Rouen am Morgen

Maurice Louvrier wurde am 11. Oktober 1878 in Rouen geboren und wuchs zunächst bei seinen Großeltern auf. Seine Kindheit verbrachte er in Rouen, wo er lebhafte und farbenfrohe Erinnerungen sammelte, die später sein künstlerisches Schaffen beeinflussten. Er besuchte das Lycée Corneille und knüpfte dort Kontakte zu vielen späteren Künstlern und Schriftstellern.
Maurice Louvrier begann seine formale Ausbildung an der École Supérieure und später an der École des Beaux-Arts in Rouen, wo er Freundschaften mit anderen Künstlern wie Marcel Couchaux und Joseph Delattre schloss. 1896 begann er seine Karriere als Maler, inspiriert von der Natur und den Impressionisten. Er lernte Camille Pissarro kennen, der ihn in seiner Kunst ermutigte und unterstützte.
Er hält sich in Paris auf, wo mit Ambroise Vollard verkehrt, Pierre Mac Orlan auf seiner Suche nach dem Ungewöhnlichen folgt und durch den Kontakt mit dem Dichter Francis Yard und René Fauchois zu schreiben beginnt. Maurice Louvrier nahm an der Seite von Pierre Dumont und Robert Pinchon an seinen ersten Ausstellungen moderner Malerei in Rouen teil, die Guillaume Apollinaire eröffnete. 
Zusammen mit Francis Yard schrieb er 1904 das Theaterstück „Le Déserteur“ und 1907 „Le Fantôme“, das seine Karriere als Schauspieler einleitete. Maurice Louvrier tritt am Théâtre Français auf, wendet sich aber bald wieder der Malerei zu. 1907 nimmt er an der Ausstellung der Gruppe „Les XXX“ in Rouen teil, die ihm Anerkennung als Maler bringt.
Während des Ersten Weltkriegs diente Maurice Louvrier in der Armee und nahm an Ausstellungen zur Unterstützung der Soldaten teil. Nach dem Krieg kehrte er zur Malerei zurück und stellte regelmäßig aus. 1919 zeigte er seine Werke im Théâtre des Arts und in anderen Galerien in Rouen.
Maurice Louvrier war ein kritischer Geist und engagierte sich stark in der Kunstszene von Rouen. Er war Mitbegründer der „Société de Peinture Moderne“ und wurde später Präsident der „Société des Artistes Rouennais“. Er hielt Vorträge über Kunst und schrieb kritische Artikel, in denen er die lokale Kunstszene kommentierte.
In den 1920er und 1930er Jahren stellte Maurice Louvrier seine Werke sowohl in Rouen als auch in Paris aus. Seine Werke wurden für ihre feine Technik und die poetische Darstellung von Landschaften und Stillleben geschätzt. Er blieb seiner Heimatstadt treu und konzentrierte sich auf lokale Motive wie den Pont Boieldieu und die Umgebung von Rouen.
Während des Zweiten Weltkriegs widmete sich Louvrier verstärkt dem Schreiben und veröffentlichte 1940 Brumes et Fantômes, ein Buch über seine Kindheitserinnerungen in Rouen. Nach dem Krieg kehrte er zur Malerei zurück und stellte bis zu seinem Tod dort aus.